# 姫路バイパス

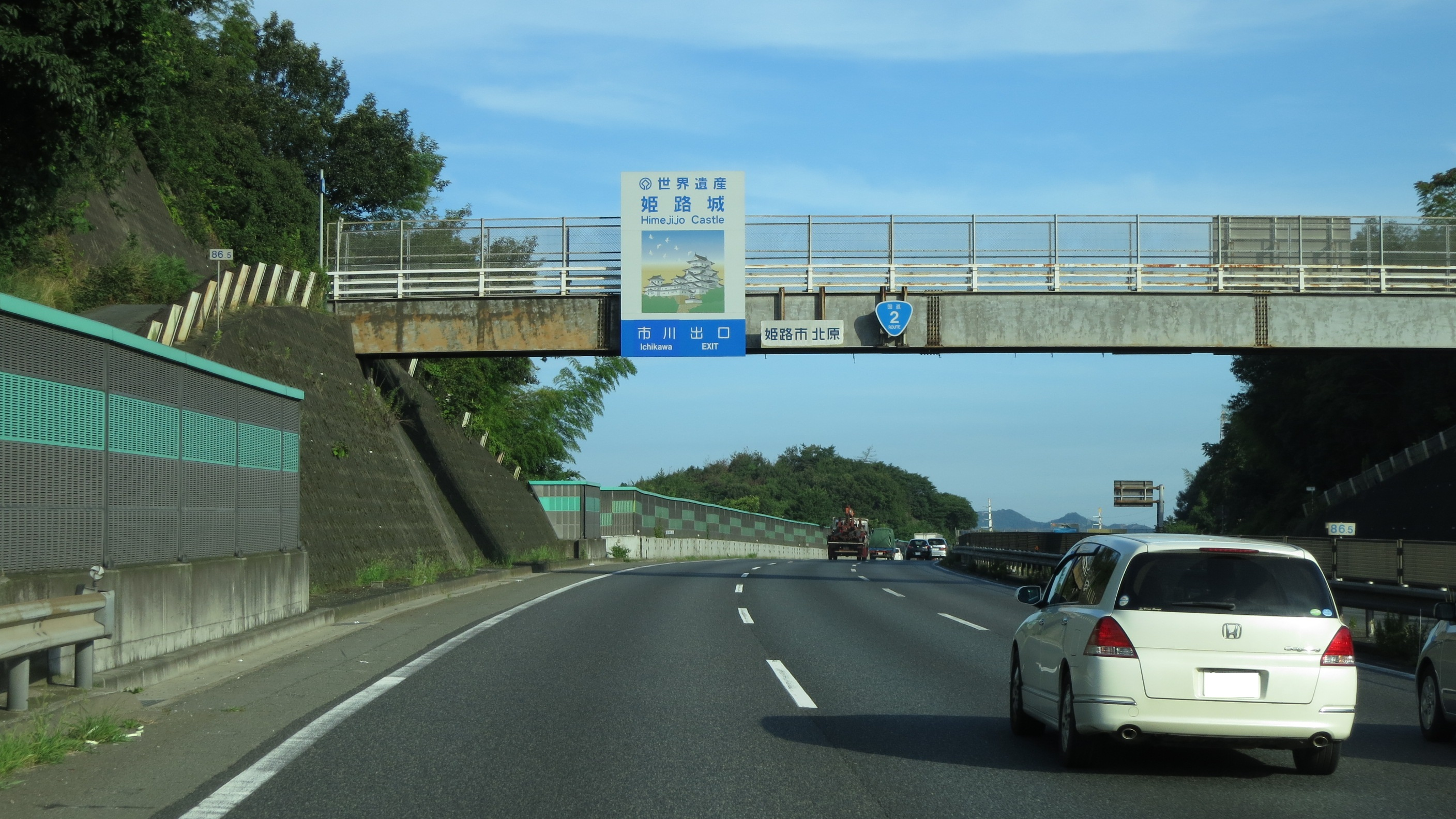
姫路バイパス 市川ランプ付近
兵庫県姫路市北原

姫路バイパス（ひめじバイパス、英: Himeji Bypass）は、兵庫県高砂市から同県揖保郡太子町に至る国道2号のバイパスである。
姫路市を横断し、阪神高速道路 - 第二神明道路 - 加古川バイパス - 姫路バイパス - 太子竜野バイパスと相互接続された、阪神・播磨間臨海地域の一大バイパス群を形成する。

## 概要
- 総延長：18.4km
- 道路規格：第1種第3級（自動車専用道路）
- 車線数：
  - 6車線（高砂西 - 姫路南）
  - 4車線（上記区間以外）
- 事業費：338億6千9百万円
- 最高速度：70 km/h

2000年（平成12年）の無料開放までは、姫路東 - 中地と姫路西 - 太子東は建設省が、高砂北 - 姫路東と中地 - 姫路西は日本道路公団が管理していた。料金は高砂北 - 姫路東は普通車で200円、中地 - 姫路西は無料であった。無料開放後は全区間を国土交通省が管理しているが、渋滞が頻発しており、姫路バイパスのバイパス道路として播磨臨海地域道路が計画されている。

## インターチェンジなど
- 上側が起点側、下側が終点側。左側が上り側、右側が下り側。
- 路線名の特記がないものは市道。

| 施設名                                  | 接続路線名            | 接続路線名            | 大阪から (km) | 所在地 |
| --------------------------------------- | --------------------- | --------------------- | ------------- | ------ |
| 国道2号 加古川バイパス 大阪・神戸方面   |                       |                       |               |        |
| 高砂北ランプ                            | 国道2号旧道           | 国道2号旧道           | 76.4          | 高砂市 |
| 高砂西ランプ                            | 県道555号曽根阿弥陀線 | 国道250号             | 79.4          | 高砂市 |
| 別所ランプ/別所PA                       |                       | -                     | 82.9          | 姫路市 |
| 姫路JCT                                 | E95 播但連絡道路      | -                     | 83.2          | 姫路市 |
| 姫路東ランプ                            | 国道312号             | 県道551号国分寺白浜線 | 84.0          | 姫路市 |
| 市川ランプ                              | 姫路方面              | 飾磨方面              | 88.2          | 姫路市 |
| 姫路南ランプ                            | 姫路市街方面          | 飾磨方面              | 89.0          | 姫路市 |
| 中地ランプ                              | 姫路市街方面          | 広畑・姫路城方面      | 90.9          | 姫路市 |
| 姫路西ランプ/姫路SA                     | 青山・広畑方面        | -                     | 94.6          | 姫路市 |
| 太子東ランプ                            | 国道2号旧道 青山方面  | 国道179号             | 95.7          | 太子町 |
| 国道2号 太子竜野バイパス 岡山・相生方面 |                       |                       |               |        |

## 歴史
播磨臨海工業地帯の拡充とモータリゼーションの進行により、姫路市内では交通渋滞問題が激しくなっていた。国道2号の交通量は、1963年の一日2万台から1968年には5万台を超え、「昔箱根、今姫路」といわれるほどの交通の難所となっていた。そこで、幹線国道を管理する建設省近畿地方建設局姫路工事事務所を中心に、バイパスの設置や道路の拡幅等の計画が策定・整備された。
すでに1950年代半ばから、姫路商工会議所は高砂市魚橋―太子町山田間の播磨国道(姫路バイパス)の建設促進要望を関係機関に繰り返し行なっていた。同バイパスの調査計画は1960年から開始されたが、バイパスの建設・開通には時間がかかると見込まれたため、1970年2月1日からひとまず国道2号を東行き一方通行、姫路市道十二所前線を西行き一方通行として、渋滞問題に対処することになった。一方通行区間は、日ノ本学園前から西今宿三丁目までの3.6kmである。この一方通行措置は、交通量増大のためバイパス開通後も続いている。
国道2号姫路バイパスの工事は、1967年10月に都市計画決定がなされ、1970年10月に着工された。道路構造は、市街部は連続高架とし、田園部は高盛土構造とされた。
第一期工事(姫路東ランプ―中地ランプ間)は1973年7月に暫定供用が開始。第二期工事(高砂北ランプ―姫路東ランプ間)は日本道路公団の資金を導入し、受託工事として実施したが、工事が大幅に遅れてしまい、1975年12月にようやく有料道路として開通した。さらに第三期工事(中地ランプ―太子町山田ランプ間)が四車線で開通し、国道二号姫路バイパスが全線開通したのは、1975年12月のことであった。

### 沿革
- 1966年（昭和41年）：事業化。
- 1970年（昭和45年）：施工開始。
- 1975年（昭和50年）12月：全線2車線（一部4車線）で暫定供用開始。
- 1985年（昭和60年）12月：全線4車線で供用開始。また、太子竜野バイパスが開通。
- 1990年（平成2年）3月：高砂西IC - 姫路南ICで6車線供用開始。
- 1994年（平成6年）7月：償還完了。太子竜野バイパスと合わせてプール制適用（償還計画上、両バイパスを同一路線とみなされ、回数券も共通とされた）。
- 1995年（平成7年）1月22日：同年1月17日の阪神・淡路大震災で橋脚3・路面1の損傷を受けるが全面復旧。
- 2000年（平成12年）12月11日：料金徴収期間満了に伴い、午前0時より太子竜野バイパスと合わせて無料開放[3]。
- 2015年（平成27年）3月21日：別所ランプがフルランプ化。
- 2024年（令和6年）3月23日：苫編地区北側側道橋（姫路市苫編、0.5 km）が開通[4]。

## 交通量
全線を通した平均交通量は一日当たり11万1866台。国内屈指の交通量を有しており、特に高砂市 - 姫路市間で記録した11万8038台/日は国道2号中最多であるほか、高速自動車国道を除くと兵庫県内でも首位の交通量である（高速自動車国道を含めた交通量では中国自動車道宝塚IC - 西宮山口JCTの12万4014台/日が首位となるため、同区間は次いで県内2位、姫路市内で記録した11万8818台/日は次点の3位となる）。特に兵庫県内で8万台以上/日の自動車が通行する道路は高速自動車国道や都市高速道路しか無く、無料で通行できる一般国道／自動車専用道路としては突出して多い交通量を有している。国道2号は太平洋ベルトの最重要道路の一つであるため、広島や岡山などの通過主要都市においても局地的には10万台前後に達する区間は存在するが、この姫路バイパスから神戸方面に向けて加古川バイパスを通過し第二神明道路伊川谷JCTにかけては約40 kmの長距離にわたって連続的に交通量が10万台前後に達している。
2005年調査時と比較すると交通量は軒並み減少しており、特に姫路市内では大幅に減少している。混雑度は6車線区間である高砂西ランプ - 姫路南ランプでは「1」を辛うじて維持しているが、その前後の4車線区間では「1」を大きく超え、やや混雑状態となっている。平均の旅行速度は全線を通して最高速度の70 km/hを超えている区間が多く、自動車の流れは非常に速い。
| 区間                      | 平成27（2015）年度 | 令和3（2021）年度 |
| ------------------------- | ------------------ | ----------------- |
| 高砂北ランプ-高砂西ランプ | 80,631             | 81,668            |
| 高砂西ランプ-別所ランプ   | 116,510            | 105,031           |
| 別所ランプ-姫路JCT        | 116,510            | 105,031           |
| 姫路JCT-姫路東ランプ      | 116,510            | 105,031           |
| 姫路東ランプ-市川ランプ   | 117,212            | 109,557           |
| 市川ランプ-姫路南ランプ   | 117,212            | 109,557           |
| 姫路南ランプ-中地ランプ   | 79,491             | 90,758            |
| 中地ランプ-姫路西ランプ   | 79,491             | 90,758            |
| 姫路西ランプ-太子東ランプ | 67,751             | 81,603            |

### 2010年
| 区間                           | 観測地点         | 交通量     | 交通量     | 昼間 混雑度 | 昼間平均旅行速度 | 昼間平均旅行速度 |
| 区間                           | 観測地点         | 2010年     | 前回比     | 昼間 混雑度 | 上り             | 下り             |
| ------------------------------ | ---------------- | ---------- | ---------- | ----------- | ---------------- | ---------------- |
| 高砂北ランプ-高砂西ランプ      | -                | 8万2115台  | -8297台    | 1.59        | 67.3km/h         | 79.9km/h         |
| 高砂西ランプ-別所ランプ        | 姫路市四郷町見野 | 11万8038台 | -3936台    | 1.00        | 72.7km/h         | 76.7km/h         |
| 別所ランプ-姫路JCT             | 姫路市四郷町見野 | 11万8038台 | -3936台    | 1.04        | 70.1km/h         | 73.5km/h         |
| 姫路JCT-姫路東ランプ           | 姫路市四郷町見野 | 11万8038台 | -8853台    | 1.00        | 78.8km/h         | 72.4km/h         |
| 姫路東ランプ-市川ランプ        | 姫路市北原       | 11万8818台 | -1万4251台 | 1.05        | 79.5km/h         | 59.0km/h         |
| 市川ランプ-姫路南ランプ        | 姫路市北原       | 11万8818台 | -1万4251台 | 1.05        | 69.7km/h         | 53.5km/h         |
| 姫路南ランプ-中地ランプ        | -                | 10万3701台 | -1232台    | 1.27        | 65.2km/h         | 46.1km/h         |
| 中地ランプ-姫路西ランプ        | -                | 10万3701台 | +2248台    | 1.27        | 59.9km/h         | 72.0km/h         |
| 姫路西ランプ-太子東ランプ      | -                | 9万5775台  | +1757台    | 1.20        | 46.1km/h         | 76.2km/h         |
| 側道                           |                  |            |            |             |                  |                  |
| 県道517号妻鹿花田線-市川ランプ | 姫路市南条       | 1万0349台  | -1289台    | 1.69        | 9.9km/h          | 9.9km/h          |
| 市川ランプ-姫路南ランプ        | 姫路市南条       | 1万0349台  | -1289台    | 1.69        | 28.4km/h         | 12.3km/h         |
| 姫路南ランプ-手柄堂の前交差点  | 姫路市南条       | 1万0349台  | -1289台    | 1.69        | 17.8km/h         | 42.8km/h         |
| 手柄堂の前交差点-中地ランプ    | -                | 5710台     | -719台     | 0.95        | 40.1km/h         | 12.3km/h         |
| 中地ランプ-玉手交差点          | -                | 5710台     | -719台     | 0.95        | 10.3km/h         | 20.7km/h         |
| 玉手交差点-苫編交差点          | -                | 5710台     | -719台     | 0.95        | 36.0km/h         | 52.9km/h         |
| 本線平均                       | 本線平均         | 11万1866台 | -5307台    | 1.11        | 67.8km/h         | 66.2km/h         |

### 2005年
平日24時間交通量（平成17年度道路交通センサス）
- 高砂市中筋：90,412
- 高砂市北浜町西浜：121,974
- 姫路市四郷町見野：126,891
- 姫路市苫編：101,453
- 姫路市広畑区西蒲田：86,583

## 道路照明灯
- 高砂北IC-姫路東IC
- 中地IC-太子東IC
- 各IC,PA,SA,JCT付近前後

姫路バイパスでは全線を通した連続道路照明灯は設置されていない。設置されているのは特に交通事故の多い地点であるが、その結果全く設置されていない区間は実質的に姫路東 - 中地のみになっている。また、連続照明の設置基準は交通量5万台/日となっており、姫路バイパスではその2倍以上の交通量があるが、この基準は高速自動車国道におけるものであり、それ以外の道路では基準を超えたからといって必ずしも設置する必要はない。なお東隣に接続する加古川バイパスにいたっては各IC付近、加古川大橋以外には道路照明灯は設置されていない。

## 車線・最高速度
| 区間                        | 車線 上下線=上り線+下り線 | 最高速度 |
| --------------------------- | ------------------------- | -------- |
| 高砂北ランプ - 高砂西ランプ | 4=2+2                     | 70 km/h  |
| 高砂西ランプ - 姫路南ランプ | 6=3+3                     | 70 km/h  |
| 姫路南ランプ - 太子東ランプ | 4=2+2                     | 70 km/h  |

## 備考

### 所管警察
兵庫県警察高速道路交通警察隊姫路西分駐隊が管轄している。